# メドジェット056便墜落事故
メドジェット056便墜落事故（メドジェット056びんついらくじこ）は、2025年1月31日、ジェットレスキュー・エア・アンビュランスによって056便として運行されるリアジェット55が、離陸直後にペンシルベニア州フィラデルフィア近郊のキャスター・ガーデンズに墜落し、乗員乗客6人全員が死亡した事故である。同便はノースイースト・フィラデルフィア空港からティフアナ国際空港への医療後送中であり、経由地であるスプリングフィールド・ブランソン・ナショナル空港に向かっていた。
搭乗者は、小児患者とその母親をはじめとする計6名であった。機体は複数の建物と車両に衝突したことにより爆発炎上し、地上で1名が死亡、少なくとも24名が負傷した。

## 事故の概要
056便は東部標準時18時6分にノースイースト・フィラデルフィア空港を離陸後、1,600フィートまで上昇し、レーダーから消失した。その後、空港から5キロメートル離れたルーズベルト・モール付近に墜落した。Flightradar24で最後に記録された高度は1,275フィート、速度は242ノットであった。降下速度は毎分11,000フィートに上った。